# 燃焼熱
燃焼熱（ねんしょうねつ）とは、ある単位量の物質が完全燃焼した時に発生する熱量である。普通、物質1モルあるいは1グラム当たりの値が用いられ、単位はそれぞれ「J mol−1」「J g−1」で表される。

## 標準燃焼熱
標準状態 (298.15K, 105Pa)の理想系において、物質1molが完全燃焼したとき発生する熱量を標準燃焼熱と呼び、そのエンタルピー変化ΔcHºで表される。
炭素、水素、酸素および窒素からなる分子式CaHbOcNdで表される化合物の燃焼熱については、その燃焼生成物を二酸化炭素、水および窒素とし以下の反応式で表される。
{\displaystyle {\rm {C_{a}H_{b}O_{c}N_{d}+{\frac {4a+b-2c}{4}}O_{2}(g)\longrightarrow aCO_{2}(g)+{\frac {b}{2}}H_{2}O(l)+{\frac {d}{2}}N_{2}(g)}}}
また、この標準燃焼エンタルピー変化ΔcHºは二酸化炭素の標準生成エンタルピー変化ΔfHºCO2、水の標準生成エンタルピー変化ΔfHºH2Oおよび化合物CaHbOcNdの標準生成エンタルピー変化ΔfHºCaHbOcNdとの間に以下の関係がある。
{\displaystyle {\begin{aligned}\Delta _{\rm {c}}H^{\circ }&=a\Delta _{\rm {f}}H_{\rm {CO_{2}}}^{\circ }+{\frac {b}{2}}\Delta _{\rm {f}}H_{\rm {H_{2}O}}^{\circ }-\Delta _{\rm {f}}H_{\rm {C_{a}H_{b}O_{c}N_{d}}}^{\circ }\\&=a\times (-393.51{\rm {{kJmol}^{-1})+{\frac {b}{2}}\times (-285.83{\rm {{kJmol}^{-1})-\Delta _{f}{\mathit {H}}_{\rm {C_{a}H_{b}O_{c}N_{d}}}^{\circ }}}}}\\\end{aligned}}}
たとえばメタンの標準生成熱は74.81 kJ mol−1、標準燃焼熱は890.36 kJ mol−1であり、標準燃焼エンタルピー変化は以下のように表される。
{\displaystyle {\rm {CH_{4}(g)+2O_{2}(g)\longrightarrow CO_{2}(g)+2H_{2}O(l)}}}
{\displaystyle \Delta _{\rm {c}}H^{\circ }=-890.36{\rm {{kJmol}^{-1}}}}

## 主な物質の燃焼熱
| 物質       | 化学式          | 式量    | −ΔcHº / kJ mol−1 | −ΔcHº / kJ g−1 |
| ---------- | --------------- | ------- | ---------------- | -------------- |
| 炭素       | C(s)            | 12.011  | 393.51           | 32.76          |
| 水素       | H2(g)           | 2.0159  | 285.83           | 141.8          |
| メタン     | CH4(g)          | 16.042  | 890.36           | 55.5           |
| プロパン   | CH3CH2CH3(g)    | 44.096  | 2220.0           | 50.3           |
| ヘキサン   | CH3(CH2)4CH3(l) | 86.175  | 4163.2           | 48.3           |
| メタノール | CH3OH(l)        | 32.042  | 725.7            | 22.6           |
| エタノール | CH3CH2OH(l)     | 46.068  | 1367.6           | 29.7           |
| グルコース | C6H12O6(s)      | 180.156 | 2803.3           | 15.56          |
| アンモニア | NH3(g)          | 17.0306 | 382.6            | 22.5           |
| 一酸化炭素 | CO(g)           | 28.010  | 283.0            | 10.1           |
| エチレン   | CH2=CH2(g)      | 28.053  | 1411.2           | 50.3           |
| アセチレン | CH≡CH(g)        | 26.037  | 1299.6           | 49.9           |
| ベンゼン   | C6H6(l)         | 78.112  | 3267.6           | 41.8           |

## 関連事項
- エンタルピー
- エントロピー
- 自由エネルギー
- 比熱容量
- 生成熱
- 熱力学